# To Be Continued (serie de televisión)
To Be Continued (en hangul, 투 비 컨티뉴드), conocida también en español como Continuará, es una serie de televisión surcoreana trasmitida simultáneamente por la cadena de cable MBC Every 1 y a través de Internet por Naver TV Cast, desde el 20 de agosto hasta el 3 de septiembre de 2015, confeccionada para promocionar una nueva banda de K-Pop llamada Astro, debutando bajo el sello discográfico Fantagio y compuesta de seis miembros.
Es protagonizada por Kim Sae Ron, Cha Eun Woo, Moon Bin, Jin Jin, MJ, Yoon San Ha, Rocky y Yeo Reum. Las grabaciones de la serie comenzaron de forma oficial en julio de 2015 titulada inicialmente como Become Our Star y posteriormente cambiado a la denominación actual. Anteriormente de la banda, solamente Moon Bin había tenido la experiencia de actuar  participando durante 2009 en la serie de KBS 2TV Boys Over Flowers interpretando a Kim Bum, cuando era niño.

## Argumento
Astro, una famosa banda de ídolos de 6 integrantes K-pop, en plena cima de popularidad, cuando misteriosamente tres miembros retroceden en el tiempo hasta llegar dos años antes de su debut, donde tienen que tratar de volver al futuro donde pertenecen y no hacer cambios que lo arruine.

## Reparto

### Principal
- Kim Sae Ron como Jung Ah Rin.
- Cha Eun Woo como Cha Eun Woo.
- Moon Bin como Moon Bin.
- Jin Jin como Jin Jin.
- MJ como MJ.
- Yoon San Ha como Yoon San Ha.
- Rocky as Rocky.
- Yeo Reum como Yeo Reum.

### Otros
- Seo Kang Joon como Hermano mayor de Ah Rin.
- Lee So Yeon como Cabeza de departamento de la agencia.
- Kang Ha Na como Profesor particular.
- Im Hyun Sung como Profesor de educación física.
- Jung Gyu Woon como Conductor del taxi.
- Kang Tae Oh como Delincuente.
- Yoo Il como Delincuente.
- Dave como Profesor de inglés.
- Hello Venus como Miembros del equipo de Sun Hyuk.